# Цератоник
Цератони́к (лат. Ceratonykus) — монотипный род мелких альваресзаврид позднего мела Монголии. Длина от 70 см до 1 м. Хищники, питались насекомыми, ящерицами и яйцами других динозавров.